# ATL Jacob
Jacob Denzal Canady (Atlanta, Georgia, 10 de diciembre de 1998), conocido artísticamente como ATL Jacob, es un productor discográfico estadounidense.
Se elevó al reconocimiento de la corriente principal en 2022 después de su exitosa serie de producciones para su compañero nativo de Atlanta Future, habiendo trabajado anteriormente como productor interno para su sello discográfico, Freebandz. Su estilo de producción ha sido descrito como "oscuro" o "suaviz".

## Carrera Musical
Nacido y criado en Atlanta, Canady comenzó su carrera musical a los 14 años. En la 65a edición de los Premios Grammy, obtuvo una nominación a la Mejor Canción de Rap por su trabajo en "Wait for U" de Future. La canción encabezó el Billboard Hot 100, mientras que su otra producción, "Super Gremlin" del rapero de Florida Kodak Black, alcanzó el número tres en la lista ese mismo año. 
Al año siguiente, produjo el sencillo "Last Time I Saw You" para Nicki Minaj y Luna para Feid. Lanzó su sencillo debut como artista discográfica, "MF Problem".
Fue nominado como Productor del Año para los Premios BET Hip Hop 2022, y ganó el título de Productor del Año 2023 de la revista XXL.

## Biografía

### Primeros años
Jacob Canady nació el 10 de diciembre de 1998 en Atlanta, Georgia.

## Discografía

### Álbumes de estudio
- 2019: Thank You Mr. C